# Enrico Bozzo
Enrico Bozzo (fl. XX secolo) è stato un calciatore italiano, di ruolo difensore.

## Carriera
Debutta in Serie B con lo Spezia nella stagione 1929-1930; con i liguri gioca per sei stagioni in serie cadetta totalizzando 107 presenze.